# Dixella monticola
Dixella monticola är en tvåvingeart som först beskrevs av Nielsen 1937.  Dixella monticola ingår i släktet Dixella och familjen u-myggor. Inga underarter finns listade i Catalogue of Life.